# Acanthistius joanae
Acanthistius joanae, tên thường gọi trong tiếng Anh là Scalyjaw koester, là một loài cá biển thuộc chi Acanthistius trong họ Cá mú. Loài này được mô tả lần đầu tiên vào năm 2010.

## Phân bố và môi trường sống
A. joanae có phạm vi phân bố nhỏ hẹp ở vùng biển Tây Nam Ấn Độ Dương, và chỉ được tìm thấy ở bờ biển phía đông nước Cộng hòa Nam Phi. A. joanae sống xung quanh những tảng đá và rạn san hô, ở độ sâu được ghi nhận khoảng từ 23 đến 40 m.
Có khá ít thông tin liên quan đến tình trạng, số lượng cá thể cũng như các đặc điểm sinh học của loài này, vì thế mà A. joanae được liệt vào danh sách Loài thiếu dữ liệu.

## Mô tả
A. joanae trưởng thành đạt kích thước khoảng 14 cm, vảy nhỏ và miệng lớn. Nửa thân trên có màu nâu đỏ với các đốm màu trắng; phần thân dướ và bụng chủ yếu có màu trắng với các mảng đốm màu đỏ cam. Vây đuôi, vây hậu môn và vây bụng có màu trắng nhạt; các vây tia có màu đỏ cam. Ở hai bên nắp mang có một đốm màu nâu đen, lớn, hình bầu dục.
Số gai ở vây lưng: 7; Số vây tia mềm ở vây lưng: 14 - 16; Số gai ở vây hậu môn: 3; Số vây tia mềm ở vây hậu môn: 7; Số vây tia mềm ở vây ngực: 17 - 19; Số đốt sống: 26.
Thức ăn của A. joanae chủ yếu là các loài cá nhỏ và giáp xác. Loài này sống đơn độc giữa các mỏm đá.